# ARAG-Tower
Der ARAG-Tower ist ein Bürogebäude am Mörsenbroicher Ei im Düsseldorfer Stadtteil Düsseltal und wird von der Zentrale der ARAG-Versicherung genutzt. Er wurde am 27. April 2001 eröffnet.

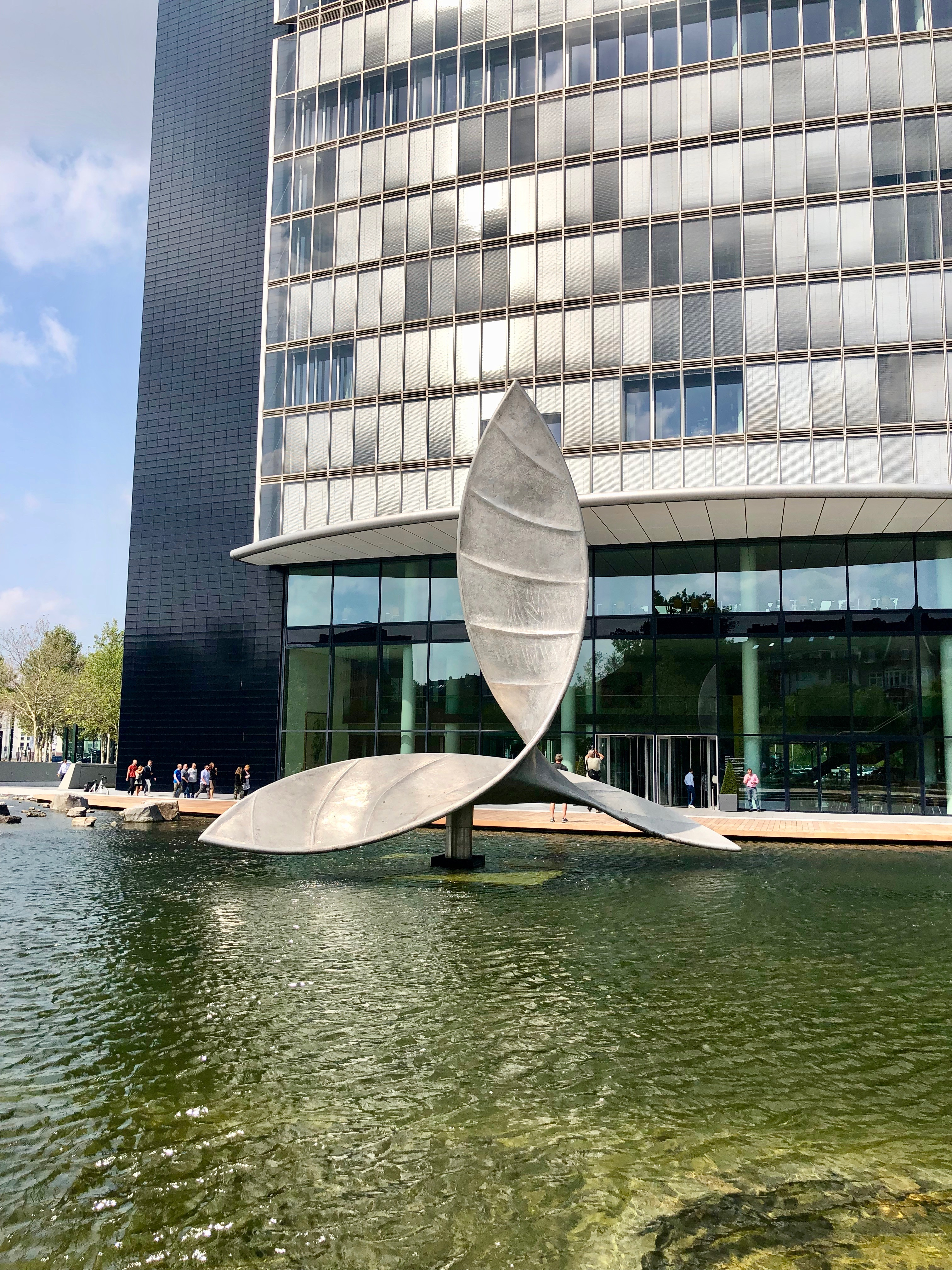
Skulptur Movimento Ellissoidale von Roberto Cordone vor dem Gebäude

Er wurde von den Architekten Foster + Partners und Rhode Kellermann Wawrowsky (RKW) entworfen und von der Hochtief AG als Generalunternehmer in der Zeit von 1998 bis 2001 erbaut, nachdem das alte denkmalgeschützte ARAG-Stufenhochhaus des Architekten Paul Schneider-Esleben, erbaut in den Jahren 1964 bis 1967, abgerissen worden war.
Der ARAG-Tower ist mit fast 125 Metern zwei Meter höher als das bisher höchste Hochhaus Düsseldorfs, der LVA-Turm (heute Deutsche Rentenversicherung Rheinland) am südlichen Ende der Königsallee. Das 32 Etagen hohe Gebäude bietet Arbeitsplätze für etwa 950 Personen. Die Büroetagen sind so angelegt, dass sie je nach Bedarf verschieden eingerichtet werden können.
Das Gebäude verfügt über vier Gartenetagen, die unter anderem zur Erholung dienen. Eine Klimaanlage ist in diesem Gebäude nicht überflüssig, obwohl die Fassade als Doppelfassade ausgelegt ist, wodurch eine natürliche Frischluftversorgung und Gebrauchtluftentsorgung gegeben sein soll. Die Glasfassade des Gebäudes ist 20.000 m² groß. Der Primärenergieverbrauch liegt mit 232,2 kWh/m² im Vergleich mit ähnlich ausgestatteten Gebäuden auf einem sehr guten Niveau.
Im Jahr 2019 wurden die Gartenetage im 17. Stock sowie die darüber liegende Konferenzraumetage zu kommunikations- und ideenfördernden Arbeitszonen umgestaltet. Das Konzept mit dem Titel „Studio 17“ wurde 2020 mit dem InnoWard des Berufsbildungswerks der Deutschen Versicherungswirtschaft (BWV) ausgezeichnet.
Vor dem ARAG-Tower am ARAG-Platz 1 steht die Monumentale Skulptur Movimento Ellissoidale von Roberto Cordone.